# Urolophus viridis
Urolophus viridis is een vissensoort uit de familie van de doornroggen (Urolophidae). De wetenschappelijke naam van de soort werd voor het eerst geldig gepubliceerd in 1916 door Allan Riverstone McCulloch.